# Condylostylus
Condylostylus är ett släkte av tvåvingar. Condylostylus ingår i familjen styltflugor.

## Bildgalleri

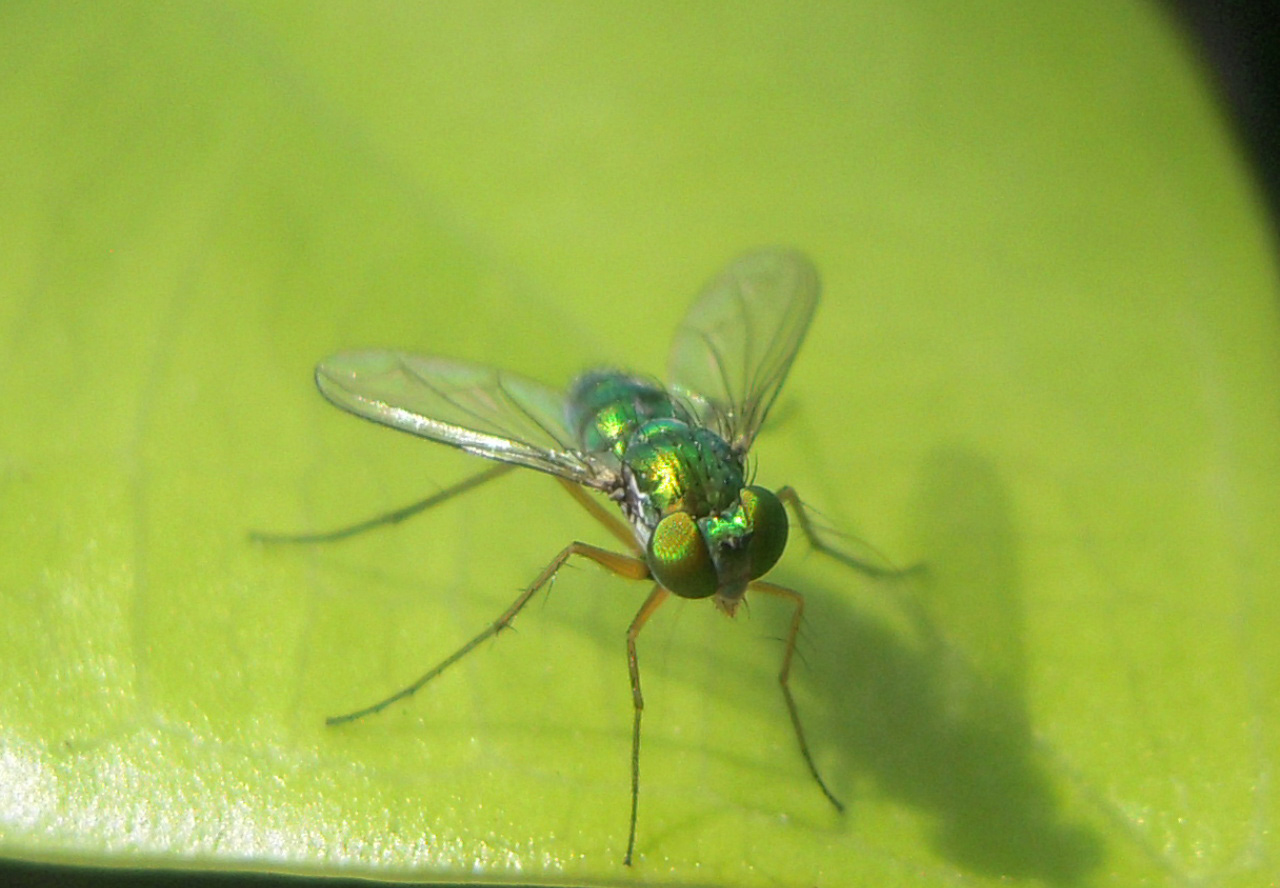

## Dottertaxa tillCondylostylus, i alfabetisk ordning[1]
- Condylostylus acceptus
- Condylostylus alatus
- Condylostylus albiciliatus
- Condylostylus albicoxa
- Condylostylus albifrons
- Condylostylus albihirtus
- Condylostylus amoris
- Condylostylus anceps
- Condylostylus angustipennis
- Condylostylus argentatus
- Condylostylus argentifer
- Condylostylus argentipes
- Condylostylus armiger
- Condylostylus armipes
- Condylostylus astequinus
- Condylostylus atricauda
- Condylostylus atrolamellatus
- Condylostylus atrox
- Condylostylus banksii
- Condylostylus barbatulus
- Condylostylus barbatus
- Condylostylus barbitarsus
- Condylostylus basilaris
- Condylostylus basovi
- Condylostylus beckeri
- Condylostylus bellulus
- Condylostylus bicolor
- Condylostylus bicoloripes
- Condylostylus bifasciatus
- Condylostylus bifilus
- Condylostylus bifimbriatus
- Condylostylus biseta
- Condylostylus bisetosus
- Condylostylus bisinuatus
- Condylostylus bituberculatus
- Condylostylus blepharotarsis
- Condylostylus bradleii
- Condylostylus brayi
- Condylostylus breviciliatus
- Condylostylus brevilamellatus
- Condylostylus brevimanus
- Condylostylus brevipedis
- Condylostylus brevis
- Condylostylus breviseta
- Condylostylus brimleyi
- Condylostylus brunnicosus
- Condylostylus burgeoni
- Condylostylus caesar
- Condylostylus caii
- Condylostylus calcaratus
- Condylostylus camptopus
- Condylostylus cancer
- Condylostylus capitulatus
- Condylostylus caudatus
- Condylostylus chaineyi
- Condylostylus chalybeus
- Condylostylus chrysoprasi
- Condylostylus ciliatus
- Condylostylus cilitarsis
- Condylostylus cilitibia
- Condylostylus cinctiventris
- Condylostylus clathratus
- Condylostylus clavatus
- Condylostylus clavipes
- Condylostylus clavipilus
- Condylostylus clunalis
- Condylostylus cochlearis
- Condylostylus coeruleus
- Condylostylus coloradensis
- Condylostylus comes
- Condylostylus completus
- Condylostylus confluens
- Condylostylus congensis
- Condylostylus connectans
- Condylostylus conspectus
- Condylostylus corculum
- Condylostylus cornutus
- Condylostylus costalis
- Condylostylus coxalis
- Condylostylus crinicauda
- Condylostylus crinitum
- Condylostylus ctenopus
- Condylostylus cylindricus
- Condylostylus debilis
- Condylostylus decoripes
- Condylostylus degener
- Condylostylus delicatus
- Condylostylus dentaticauda
- Condylostylus denticulatus
- Condylostylus depressus
- Condylostylus detegendus
- Condylostylus diminuans
- Condylostylus distinctus
- Condylostylus divergens
- Condylostylus diversifemur
- Condylostylus diversipes
- Condylostylus dives
- Condylostylus dominicensis
- Condylostylus electus
- Condylostylus elegantulus
- Condylostylus equestris
- Condylostylus erectus
- Condylostylus erroneus
- Condylostylus exemtus
- Condylostylus exquisitus
- Condylostylus facetus
- Condylostylus fascinator
- Condylostylus fastuosus
- Condylostylus felix
- Condylostylus femoratus
- Condylostylus fenestratus
- Condylostylus fenestrella
- Condylostylus filiformis
- Condylostylus filipenicillatus
- Condylostylus fimbriatus
- Condylostylus flagellatus
- Condylostylus flagellipodex
- Condylostylus flavicoxa
- Condylostylus flavilamellatus
- Condylostylus flavimanus
- Condylostylus flavipes
- Condylostylus flavizonatus
- Condylostylus floridus
- Condylostylus forcipatus
- Condylostylus fraterculus
- Condylostylus fujianensis
- Condylostylus furcatus
- Condylostylus furcillatus
- Condylostylus fuscipennis
- Condylostylus fusitarsis
- Condylostylus galinae
- Condylostylus genualis
- Condylostylus gorgonensis
- Condylostylus gracilis
- Condylostylus graenicheri
- Condylostylus guttula
- Condylostylus guyanensis
- Condylostylus haereticus
- Condylostylus hamiformis
- Condylostylus helioi
- Condylostylus hirsutus
- Condylostylus hirtipes
- Condylostylus hirtulus
- Condylostylus ignobilis
- Condylostylus ignoratus
- Condylostylus ignotus
- Condylostylus imitator
- Condylostylus impar
- Condylostylus impatiens
- Condylostylus imperator
- Condylostylus imperfectus
- Condylostylus imperialis
- Condylostylus incisuralis
- Condylostylus inermis
- Condylostylus inornatus
- Condylostylus insignatus
- Condylostylus insularis
- Condylostylus interceptus
- Condylostylus itoi
- Condylostylus jacobsoni
- Condylostylus japonicus
- Condylostylus jucundus
- Condylostylus juncundus
- Condylostylus kivuensis
- Condylostylus laetus
- Condylostylus latimanus
- Condylostylus latipennis
- Condylostylus lavatus
- Condylostylus leonardi
- Condylostylus lepidopus
- Condylostylus lepidus
- Condylostylus leprieuri
- Condylostylus libidinosus
- Condylostylus longipennis
- Condylostylus longipilus
- Condylostylus longiseta
- Condylostylus longitalus
- Condylostylus lopesi
- Condylostylus lunator
- Condylostylus luteicinctus
- Condylostylus luteicoxa
- Condylostylus lutheri
- Condylostylus lutzi
- Condylostylus maculatus
- Condylostylus melampus
- Condylostylus mensor
- Condylostylus miripennis
- Condylostylus miripes
- Condylostylus mirus
- Condylostylus moniliventris
- Condylostylus mundus
- Condylostylus mutandus
- Condylostylus nebulosus
- Condylostylus nigripes
- Condylostylus nigripilosus
- Condylostylus nigritibia
- Condylostylus nigrofemoratus
- Condylostylus nigrosetosus
- Condylostylus nimbatinervis
- Condylostylus nitidus
- Condylostylus noveboracensis
- Condylostylus nubeculus
- Condylostylus nudipes
- Condylostylus occidentalis
- Condylostylus ocellatus
- Condylostylus oedipus
- Condylostylus ogilvii
- Condylostylus ornaticauda
- Condylostylus ornatipennis
- Condylostylus ornatus
- Condylostylus pampoecilus
- Condylostylus panamensis
- Condylostylus paraterminalis
- Condylostylus paricoxa
- Condylostylus parvicauda
- Condylostylus patellitarsis
- Condylostylus pateraeformis
- Condylostylus patibulatus
- Condylostylus pectinator
- Condylostylus pectinatus
- Condylostylus pedestris
- Condylostylus penicilliger
- Condylostylus pennatus
- Condylostylus pennifer
- Condylostylus peractus
- Condylostylus perforatus
- Condylostylus permodicus
- Condylostylus perpilosus
- Condylostylus perspicuus
- Condylostylus pilipes
- Condylostylus pilosus
- Condylostylus plumitarsis
- Condylostylus plutus
- Condylostylus poecilus
- Condylostylus polychromus
- Condylostylus portoricensis
- Condylostylus posticatus
- Condylostylus praestans
- Condylostylus pressitarsis
- Condylostylus productipes
- Condylostylus profundus
- Condylostylus pruinifrons
- Condylostylus pruinosus
- Condylostylus pseudoparicoxa
- Condylostylus pulcher
- Condylostylus pulchripennis
- Condylostylus pulchripes
- Condylostylus pulchritarsis
- Condylostylus punctumalbum
- Condylostylus purpuratus
- Condylostylus purpureus
- Condylostylus quadricolor
- Condylostylus quadriseriatus
- Condylostylus quintusflavus
- Condylostylus radians
- Condylostylus retrociliatus
- Condylostylus rex
- Condylostylus rubrocauda
- Condylostylus saccicauda
- Condylostylus salti
- Condylostylus schinusei
- Condylostylus scopulosus
- Condylostylus selectus
- Condylostylus selitskayae
- Condylostylus semiciliatus
- Condylostylus seminiger
- Condylostylus serenus
- Condylostylus setifer
- Condylostylus setitarsis
- Condylostylus sexsetosus
- Condylostylus similis
- Condylostylus simplex
- Condylostylus simulans
- Condylostylus sinclairi
- Condylostylus singularis
- Condylostylus sinuatus
- Condylostylus sipho
- Condylostylus skufjini
- Condylostylus smaragdulus
- Condylostylus solidus
- Condylostylus squamifer
- Condylostylus stigma
- Condylostylus striatipennis
- Condylostylus suavium
- Condylostylus subcordatus
- Condylostylus sumptuosus
- Condylostylus superbus
- Condylostylus superfluus
- Condylostylus surinamensis
- Condylostylus tarsatus
- Condylostylus tenebrosus
- Condylostylus tenuimanus
- Condylostylus tenuipes
- Condylostylus tenuis
- Condylostylus terciliatus
- Condylostylus terminalis
- Condylostylus theodori
- Condylostylus tibialis
- Condylostylus tonsus
- Condylostylus trigonifer
- Condylostylus trimaculatus
- Condylostylus triseriatus
- Condylostylus tumantumari
- Condylostylus ulrichi
- Condylostylus umbrinervis
- Condylostylus unguipes
- Condylostylus uniseriatus
- Condylostylus uniseta
- Condylostylus vagans
- Condylostylus varitibia
- Condylostylus veliformis
- Condylostylus victorisetae
- Condylostylus vigilans
- Condylostylus villosus
- Condylostylus violaceus
- Condylostylus viridicoxa
- Condylostylus viridis
- Condylostylus xixianus
- Condylostylus xizangensis
- Condylostylus yaromi
- Condylostylus yunnanensis